# New (альбом Елены Ваенги)
New — десятый студийный альбом Елены Ваенги, изданный компанией «United Music Group» в конце ноября 2015 года. Презентация пластинки, состоящей из 15 песен, прошла на сольном концерте 27 ноября в Государственном Кремлёвском дворце.
Композиции «Невеста», «Нева» и «Королева» на момент выхода альбома уже являлись полноценными хитами и были удостоены некоторых престижных музыкальных премий, таких как «Золотой граммофон» и «Шансон года». Суммарно больше тридцати недель песни входили в тройку лучших композиций Радио Шансон. Альбом попал в топ-10 Российских чартов на 7.12.2015.

## Список композиций
| №                   | Название                               | Автор(ы)                                  | Длительность |
| ------------------- | -------------------------------------- | ----------------------------------------- | ------------ |
| 1.                  | «Королева»                             | Хрулёва Е.В.                              | 3:38         |
| 2.                  | «Леди Ди»                              | Хрулёва Е.В.                              | 3:54         |
| 3.                  | «New»                                  | Хрулёва Е.В.                              | 5:17         |
| 4.                  | «Мишина песня»                         | Хрулёва Е.В.                              | 3:54         |
| 5.                  | «Нева (feat. Интарс Бусулис)»          | Хрулёва Е.В.                              | 3:54         |
| 6.                  | «Невеста»                              | Хрулёва Е.В.                              | 3:48         |
| 7.                  | «Просто так»                           | Хрулёва Е.В.                              | 2:54         |
| 8.                  | «Есенин»                               | Есенин С.А.                               | 5:05         |
| 9.                  | «Гравитация (feat. Интарс Бусулис)»    | Хрулёва Е.В., Янис Елсбергс, Карлис Лацис | 4:19         |
| 10.                 | «Намасте»                              | Митяев О.Г.                               | 4:03         |
| 11.                 | «Веночек»                              | Хрулёва Е.В.                              | 4:24         |
| 12.                 | «Колыбельная»                          | Хрулёва Е.В.                              | 2:47         |
| 13.                 | «Батальное полотно»                    | Окуджава Б.Ш.                             | 3:16         |
| 14.                 | «Умка»                                 | Яковлев Ю.Я., Крылатов Е.П.               | 3:48         |
| 15.                 | «А кто двору (feat. Алёна Петровская)» |                                           | 2:46         |
| Общая длительность: | Общая длительность:                    | Общая длительность:                       | 57:47        |

## Награды и номинации
| Год  | Награда                             | Номинированная работа         | Результат |
| ---- | ----------------------------------- | ----------------------------- | --------- |
| 2013 | Золотой граммофон (Санкт-Петербург) | «Невеста»                     | Победа    |
| 2014 | Шансон года                         | «Невеста»                     | Победа    |
| 2014 | Золотой граммофон (Санкт-Петербург) | «Нева» (feat. Интарс Бусулис) | Победа    |
| 2015 | Шансон года                         | «Нева» (feat. Интарс Бусулис) | Победа    |
| 2015 | Шансон года                         | «Королева»                    | Победа    |
| 2016 | Шансон года                         | «Леди Ди»                     | Победа    |